# Aeroportul Kapit
Aeroportul Kapit (IATA: KPI, ICAO: WBGP) este un aeroport din Sarawak, Malaysia ce deservește zona Kapit⁠(d). A fost numit după zona deservită.
Situat la o altitudine de 20 m, aeroportul dispune de o singură pistă. Este operat de Malaysia Airports⁠(d).